# 志津三郎
志津 三郎（しづ さぶろう、1924年7月3日- 没年不明）は、日本の作家。

## 人物・来歴
三重県松阪市出身。本名・坂本實。宇治山田商業学校卒。1959年漫画家としてデビュー。その後、テレビ、演劇などの脚本家を経て、作家となる。バイオレンス、ミステリー、時代小説と幅広い。また時代小説においては、膨大な資料をもとに物語を再構築する特異な才能を発揮している。

## 著書
- 『刑事たちの伝説 テレビ警察西北署』(講談社ノベルス) 1983.8　のち天山文庫
- 『ペーパータイガー』(C novels) 中央公論社, 1985.12　のち双葉文庫
- 『ハード・ロード』探偵アクション (Sankei novels) サンケイ出版, 1986.12
- 『ドッグ・タック』(Kosaido blue books) 広済堂出版, 1986.4
- 『ラッキー・キャット』ハード・サスペンス (Sankei novels) サンケイ出版, 1986.5
- 『エスパーファイル』(C novels) 中央公論社, 1986.7　のち双葉文庫
- 『無限動力殺人事件』長編ミステリー (Kofusha novels) 光風社出版, 1986.8
- 『サイレントコマンド』(Kosaido blue books) 広済堂出版, 1987.12
- 『ロストコマンド』(Kosaido blue books) 広済堂出版, 1987.2 のち天山文庫
- 『シャドウメッセージ』(C novels) 中央公論社, 1987.3
- 『ゴーストコマンド』(Kosaido blue books) 広済堂出版, 1987.7　のち天山文庫
- 『シャドウバスター』(C novels) 中央公論社, 1987.9 のち双葉文庫「シャドーバスター」
- 『サバイバル・ゼロ』(Kosaido blue books) 広済堂出版, 1988.11
- 『マッドコマンド』長編バトル・バイオレンス (Tenzan novels) 天山出版, 1988.12
- 『デスコマンド』長編バトル・バイオレンス (Tenzan novels) 天山出版, 1988.4
- 『ドッグファイター (C novels) 中央公論社, 1988.7
- 『ディープコマンド』長編バイオレンス (Tenzan novels) 天山出版, 1988.8
- 『ショックフォース』長編スパイアクション (Futaba novels) 双葉社, 1989.2
- 『暗殺ゲーム』長篇ハード・サスペンス (広済堂文庫. ミステリー&ハードノベルス)1989
- 『タイガーロード』(Kosaido blue books) 広済堂出版, 1989.5
- 『トカレフ・ゲーム』長編スパイアクション (Futaba novels) 双葉社, 1989.8
- 『スノーコマンド』長編バトル・バイオレンス (Tenzan novels) 天山出版, 1989.8
- 『遥かなる復讐』 (Kosaido blue books) 広済堂出版, 1990.10
- 『ドラゴンコマンド』長編バトル・バイオレンス (Tenzan novels) 天山出版, 1990.2
- 『マッド・タイガー』(Kosaido blue books) 広済堂出版, 1990.3
- 『九竜の牙』長編スパイアクション (Futaba novels) 双葉社, 1990.4
- 『殺しの迷走地図』長篇探偵アクション (広済堂文庫. ミステリー&ハードノベルス) 1990.7
- 『闇の不死鳥』(Futaba novels) 双葉社, 1991.3
- 『暗黒の戦士』(広済堂文庫. ミステリー&ハードノベルス) 1991.3
- 『一刀斎天正変 (剣鬼外道伝 1) 』光風社出版, 1993.2
- 『武蔵慶長陣 (剣鬼外道伝 2)』光風社出版, 1993.3
- 『兇獣戦士』(Kofusha novels) 光風社出版, 1994.1
- 『妖説赤穂浪士』光風社出版, 1994.11
- 『刺客十兵衛』光風社出版, 1994.3
- 『暗剣殺・奥の細道』光風社出版, 1995.10
- 『九鬼嘉隆 信長・秀吉に仕えた水軍大将』(PHP文庫) 1995.8
- 『鳥居元忠』成美堂出版, 1996.10
- 『幕末最後の剣客』長編時代小説 (光文社文庫) 1997.7
- 『柳生十兵衛 風魔斬奸状』書下ろし長篇時代小説 (廣済堂文庫) 1998.11
- 『柳生秘帖』長編時代小説 (光文社文庫) 1998.8
- 『大盗賊・日本左衛門』長編時代小説 (光文社文庫) 2000.3
- 『刺客廻状 柳生十兵衛控』長篇剣豪列伝(廣済堂文庫) 2001.1
- 『天魔の乱』長編時代小説 (光文社文庫) 2001.4
- 『傀儡刺客状 柳生十兵衛控』(廣済堂文庫 2002.3
- 『鬼の武蔵』長編時代小説 (光文社文庫) 2002.6
- 『地獄十兵衛』長編時代小説 (光文社文庫) 2003.7
- 『復讐連判状 柳生十兵衛控』 (廣済堂文庫 2003.9